# Горный (Асекеевский район)
Горный — поселок в Асекеевском районе Оренбургской области в составе сельского поселения  Рязановский сельсовет.

## География
Находится на расстоянии примерно 33 километра на юго-восток от районного центра Асекеево.

## Население
Население составляло 2 человека в 2002 году (русские 50%, азербайджанцы 50%),  1 по переписи 2010 года.